# 格拉斯顿伯里音乐节
格拉斯顿伯里当代表演艺术节（英語：Glastonbury Festival of Contemporary Performing Arts），简称为格拉斯顿伯里音乐节或格拉斯托。始创于1970年，是目前世界最大的露天音乐节、表演艺术节。此艺术节因以音乐出名，故通常被称为音乐节。
自最初由谁人乐队领衔的怀特岛音乐节以来，格拉斯顿伯里镇在1970年代时受到嬉皮文化和“自由节日运动”（free festival movement）影响较深。1970年农场主迈克尔·伊维斯（Michael Eavis）在看到齐柏林飞艇于Bath Festival的演出之后，邀请了当红的暴龍樂團主唱馬克·波倫到沃西农庄举办了第一场小型音乐会，名为皮尔顿节。
第二年正式举办了名为格拉斯顿伯里的第一届音乐节。早期曾被誉为“英国的伍德斯托克”。
实际上除音乐以外，节日同时也有舞蹈、喜剧、戏剧、马戏、歌舞表演和许多其它表演艺术。以2005年为例，在音乐节封闭的3.6平方公里内，有超过385场现场表演，共约15.3万人参加。2007年时，此数量升至约18万人，而到2009年时，有大约19万人到达英格兰西部的农场参加盛会。根据2011年UK Music发表的报告，每年格拉斯顿伯里音乐节为英国经济带来的贡献超过一亿英镑。音乐节的工作人员主要是志愿者。

## 位置
51°09′18″N 2°35′08″W / 51.155015°N 2.585598°W
格拉斯顿伯里是一个小镇的名字，位于英格兰西南部的萨默塞特郡门迪普。
而节日主办地准确的位置是在英格兰西南部小村庄皮尔顿（Pilton）和派尔（Pylle）之间的沃西农场（Worthy Farm），格拉斯顿伯里以东六英里。

## 组织经营

### 总体

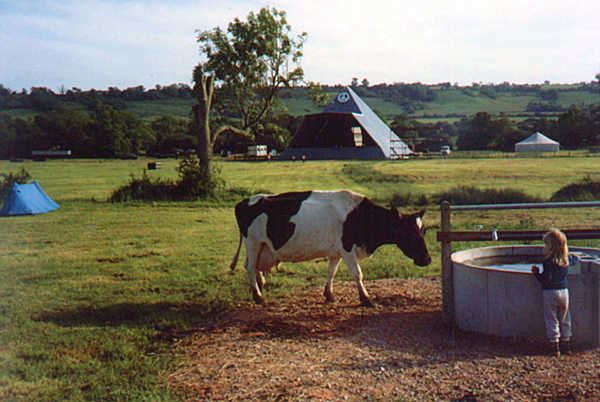
沃西农场

自1981年以来，艺术节由当地的农民和创始人迈克尔·伊维斯的公司共同组织。公司在1999年其妻子去世前，都是由迈克尔·伊维斯亲自经营，现已交管给她的女儿艾米丽·伊维斯（Emily Eavis）。2002年以来由节日共和（Festival Republic）公司接管其40%股权，负责艺术节的后勤与安全。格拉斯顿伯里音乐节有限公司的大部分利润作慈善用途捐赠。
除了技术和安全人员之外，艺术节主要是由志愿者管理。1700余名管理者都来自于慈善援助机构乐施会。作为工作的相应回报，乐施会会收到艺术节的捐款，在这些年共计收到20万英镑。

### 舞台

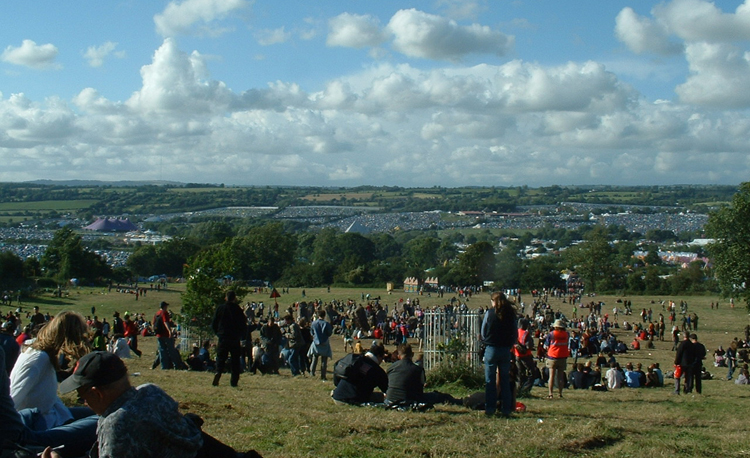
从石圈向下看到的景色，摄于2004

各个场地和舞台相对独立，自主经营。例如Worthy FM和一块场地是由著名的绿色和平组织经营。
近年来，举办地现场组织成了一个有限制的混合型后台，金字塔舞台在北端，“其他舞台”在南端。场地的东侧有不插电帐篷、喜剧帐篷和马戏团。南端的绿色田地（Green Fields）展出一些传统的和对环境友好的手艺。在国王的牧场（King's Meadow）最南端的小丘上，有一小圈巨石。而像著名的巨石阵一样，自从1990年起在夏至日会有“石圈”（Stone circle）活动。

### 周边
酒吧由专向各个艺术节上提供啤酒的工人啤酒公司（Workers Beer Company）组织，嘉士伯赞助（以前是百威）。作为回报，这些工作人员可以在工作一定时间后（18小时）免费进入会场，并享受免费餐饮和交通。
其它的食品以及零售，多由众多小公司的店铺以及餐饮车提供。英国著名的连锁销售商小米公司（Millets）和其他许多独立店铺在音乐节时期都会设立零售店。除此之外，许多慈善机构组织会开设具有宣传教育性质的摊位，如宣扬素食主义的摊位等。垃圾回收网络2004年曾回收了约300吨的垃圾并将其中110吨堆肥，然而目前则开始准备拒绝回收。

## 历史概况

### “前身”
1914年至1926年，在格拉斯顿伯里也有一个音乐节。这一盛会是由英国社会主义者作曲家拉特兰·鲍顿（Rutland Boughton）和他的词作家劳伦斯·巴克利（Lawrence Buckley）创办的。但实际上，这一格拉斯顿伯里音乐节与始于1970年的格拉斯顿伯里音乐节除了地点以外联系甚微。

### 1970年代

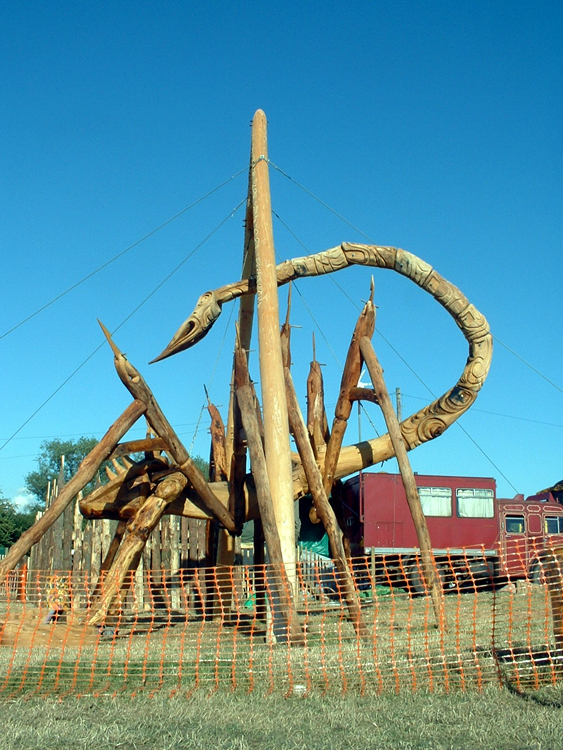
在艺术节上的一个雕塑作品

受到Bath Festival影响的迈克尔·伊维斯准备开始在他自己的农庄上开一个小型的音乐节，到场嘉宾包括馬克·波倫、Keith Christmas、Stackridge和Al Stewart。1970年举办的第一届实际名称为皮尔顿节，门票仅为一英镑（并附送牛奶）的音乐节迎来了1500名参与者。第二年在此举办的旨在吸引全国范围内游客的仲夏节实际上成为了当代音乐节的前身。在阿拉贝拉·丘吉尔（Arabella Churchill）的帮助下，安德鲁·克尔（Andrew Kerr）组织了格拉斯顿伯里集会（Glastonbury Fayre），仍尚未称作节日。包括了由构想的比尔·哈金（Bill Harkin）构想的金字塔舞台，由脚手架和金属覆膜组建完成。表演者包括了大卫·鲍伊、交通樂團、Fairport Convention、精粹乐队（Quintessence）和Melanie Safka。节日由支持者赞助，并倡导其自己的理念，涵盖了中世纪音乐、舞蹈、诗歌、戏剧、灯光以及自发的娱乐。1971年的节日被Nicolas Roeg与David Puttnam拍摄记录，随后发行了影片《格拉斯顿伯里集会》（Glastonbury Fayre）。
在1978年当一个车队从巨石阵自由节由警察带路至沃西农场时，曾有一个小意外事件发生。第二年节日由伊维斯、丘吉尔和克尔三人重新组织恢复，在一个为世界儿童年的活动中亏损。

### 1980年代

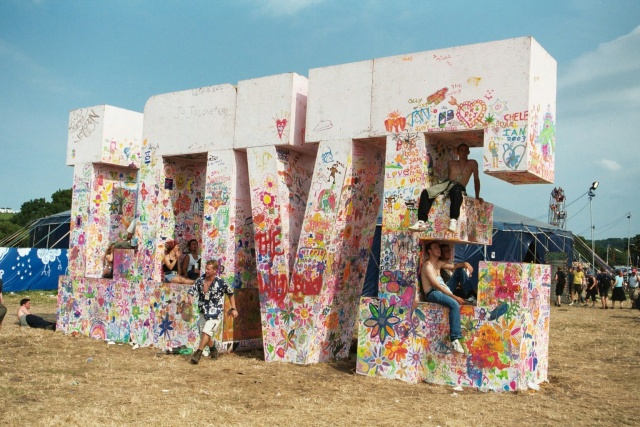
巨大的雕塑《爱》，受到了披头士的启发

在1980年代，格拉斯顿伯里已经开始逐渐成为固定节日（除定期休耕年以外）。
1981年，迈克尔·伊维斯首次管理这个节日，并与核裁军运动相关联。金字塔舞台被重新搭建，由电线杆和国防部废弃不用的金属片建造，成为了一个固定设施。阿拉贝拉·丘吉尔等人组建的儿童区成为了一个新的儿童慈善机构的摇篮——儿童世界。1981年也是节日首次盈利，迈克尔·伊维斯将20000英镑捐献给了核裁军运动。在随后的几年里，节日向诸多组织做出捐献。
自1983年以来，大型的节庆活动需要地方当局的许可，这导致了节日中的某些限制，包括组织需要控制人群的数量和某些特定的时间。最初的人群限定为3万人，但不断增长直至10万人。1985年，快速增长的人群使得沃西农场将邻居Cockmill农场买下。
1985年见证了一届“湿漉漉”的节日，由于一场很可观的雨的缘故。因沃西农场是一个奶牛农场，混合着泥浆与已液化了牛粪的液体被冲向了低地。不过，这并未妨碍前来参加节日的人群，他们在金字塔舞台前享受着齐膝的泥浆。

### 1990年代
在节日创办20周年之际的1990年是节日规模最大的一次，节日的名称加入了当代表演艺术，反映出了其多元化的趋势。但以游客与保安人员的对峙和暴力结束（被称为所谓“自耕农之桥战争”The Battle of Yeoman's Bridge ），由于这次骚乱使得组织者取消了第二年（1991年）的节日。1992年节日重返，并被证明为一次巨大的成功。该届音乐节首次修建了坚固的围墙，使得新世纪游客（new age travellers）无法免费进入节日会场。由于冷战结束，捐献对象则改为了乐施会和绿色和平组织。他们为节日也带来了特色和志愿者。1993年节日同样出色。
在1994年节日即将开始的一周前，代表性的金字塔舞台被烧毁。所幸当地公司在节日前赞助建起了临时主舞台。节日首次出现了150千瓦功率的风力发电机，用于给主舞台区供电。在6月26日还创造了一项世界记录，826人同时玩杂耍，使得2478件物体同时停留在空中。英国第四台首次为它提供了电视转播，一定程度上扩大了音乐节的影响。Levellers创造了最高的台前人数直至今日，Orbital的头条演出也使乐队成名。
由于围栏被破坏，1995年参加的人数急剧飙升。估计表明众多的翻墙者使得节日规模大了一倍。1995年是令人难忘的一个节日，参演者包括绿洲乐队、果浆乐团、PJ Harvey、Jeff Buckley和治疗乐队。该届为了迎合舞曲的流行趋势首次出现了舞蹈帐篷，曾分别由Massive Attack和Carl Cox领导，收效很好。
节日在1996年暂停，给予土地以及组织者短暂的休息恢复。其后这成为了一个模式，即每五年会有一次休整。摄于93和94年的电影纪录片《格拉斯顿伯里电影（Glastonbury the Movie）》该年上映。当地艺术节保罗·布兰森创立了一个格拉斯顿伯里艺术节（Glastonbury Art Festival），为古典艺术作品提供了一个平台。如拉特兰·鲍顿的不朽的时刻（The Immortal Hour）这一著名歌剧于斯特罗德剧院（Strode Theatre）上演，并在格拉斯顿伯里修道院举办“他与光明”（son et lumière）艺术展览。然而，这个节日是短暂的。
节日1997年重新回来，规模变得更大。赞助商为《卫报》和接手了电视转播权的英国广播公司。该届也是泥浆的一年，因遭受了多次暴雨使得整个场地变为了一个泥泞的沼泽。这使得许多参加者在周五一早便离开，甚至懒得告知媒体场面的细节。然而实际上留在那里的游客还是欣赏到了令人难忘的表演，其中周六电台司令的头条演出据说是节日历史上最棒的演出。
1998年节日又遭受了洪水和暴雨的袭击，同样的，一些人离开，一些人继续享受包括果浆乐团、罗比·威廉斯和布勒在内的音乐。据官方数字该年参加人数首次突破10万人。
1999年是炎热干燥的一年，对于参加者和组织者来说都是一种解脱。到场参演者包括R.E.M.、Fun Lovin' Criminals、洞穴乐队、人行道乐队和Al Green。节日由于翻墙者又一次变得拥挤不堪，使得人数约有25万。该年还有一个笑话，狂躁街道传教者请求在后台拥有一个私人厕所，但据他们自己透露，在厕所上贴一个“预留”标识并不在管理者的授权范围之内。

### 2000年代

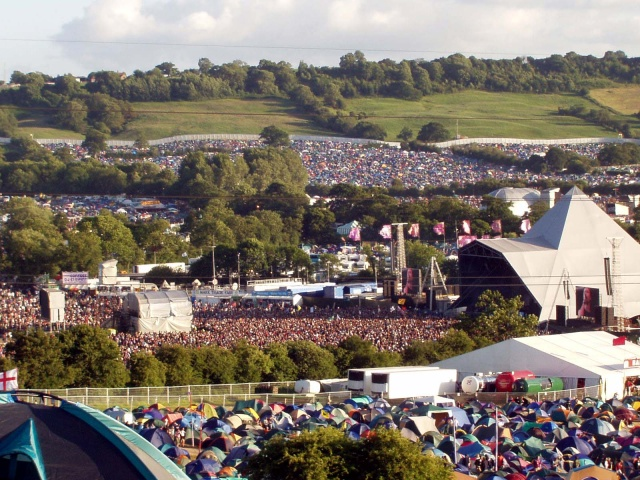
03年的金字塔舞台

一个全新的金字塔舞台伴随着电子音乐的林间空地舞台（The Glade）和左外野舞台（The Left Field）出现在2000年的艺术节上。这次金字塔的头条演出是宠物店男孩和30年后重回艺术节的大卫·鲍伊，“其他舞台”上的著名参演嘉宾还包括九寸钉、摩比（Moby）以及酷玩乐队。金字塔舞台还有一个不同寻常的事件，就是在基斯·艾伦（莉莉·艾倫之父）的主持下为Chelfyn和海伦·巴克斯特举行了婚礼。仍然由于无票入场的缘故，仅有10万张票的节日迎来了25万人。这导致了公共安全的忧虑，地方议会拒绝继续许可直至问题解决。同时因为罗斯基勒音乐节（Roskilde Festival）2000年发生了事故，组织者随后取消了2001年的节日，并制定了反逃票措施以保障未来艺术节的安全。卑鄙提琴手组织（Mean Fiddler Organisation，节日共和的前身）此时也被应邀前来帮助。
2002年，节日重新开放。受争议的卑鄙提琴手组织掌管了后勤和安保，在场地周围大量的围栏（称之为超级围栏）将人数减少到了十年前的水平。由于此次节日出席人数较少使得气氛颇为轻松，而且犯罪级别也与前几年相比大规模下降。不过，在围栏外面有一些事件发生，主要与那些计划落空的人有关，他们自以为能够翻越围栏。不过除此之外，这届节日被支持的媒体呼为很大的一次成功。2002年也是酷玩乐队首次在金字塔舞台上演出。
2003年，大多数游人认可了前一年的做法，因此不再翻墙进入。当年的艺术节也被认为是迄今为止最为成功的一次。为了回应外界对02年人员稀少且缺乏气氛的批评，03年门票的发行量略大于02年。这也是门票首次在公布演员名单前即售罄。当年电台司令重回金字塔舞台。来自门票与商业许可的总收入突破了100万英镑，其中一半捐助给了乐施会、绿色和平和Water Aid。
2004年，门票在发售后的24小时内即售罄，并在订票过程期间留下了诸多许多争议，使得许多潜在的节日参与者几个小时试着用电话和网络联系预订。在门票开始发售的最初五分钟，网站即被试图连接了两百万次。此次艺术节并未遭遇极端恶劣的天气，但周三的大风推迟了入场。持续到周六的雨水使得场地中的部分地区变得泥泞。周五绿洲乐队和法兰兹·费迪南乐队参与了演出。保罗·麦卡特尼在周六的演出让许多参与者兴奋不已。艺术节以缪斯乐队周日在金字塔舞台的演出收尾。
2004年之后，迈克尔·伊维斯称，06年将按照每五年一休的惯例暂停一年艺术节。在2005年艺术节获得批准后这一消息被证实。

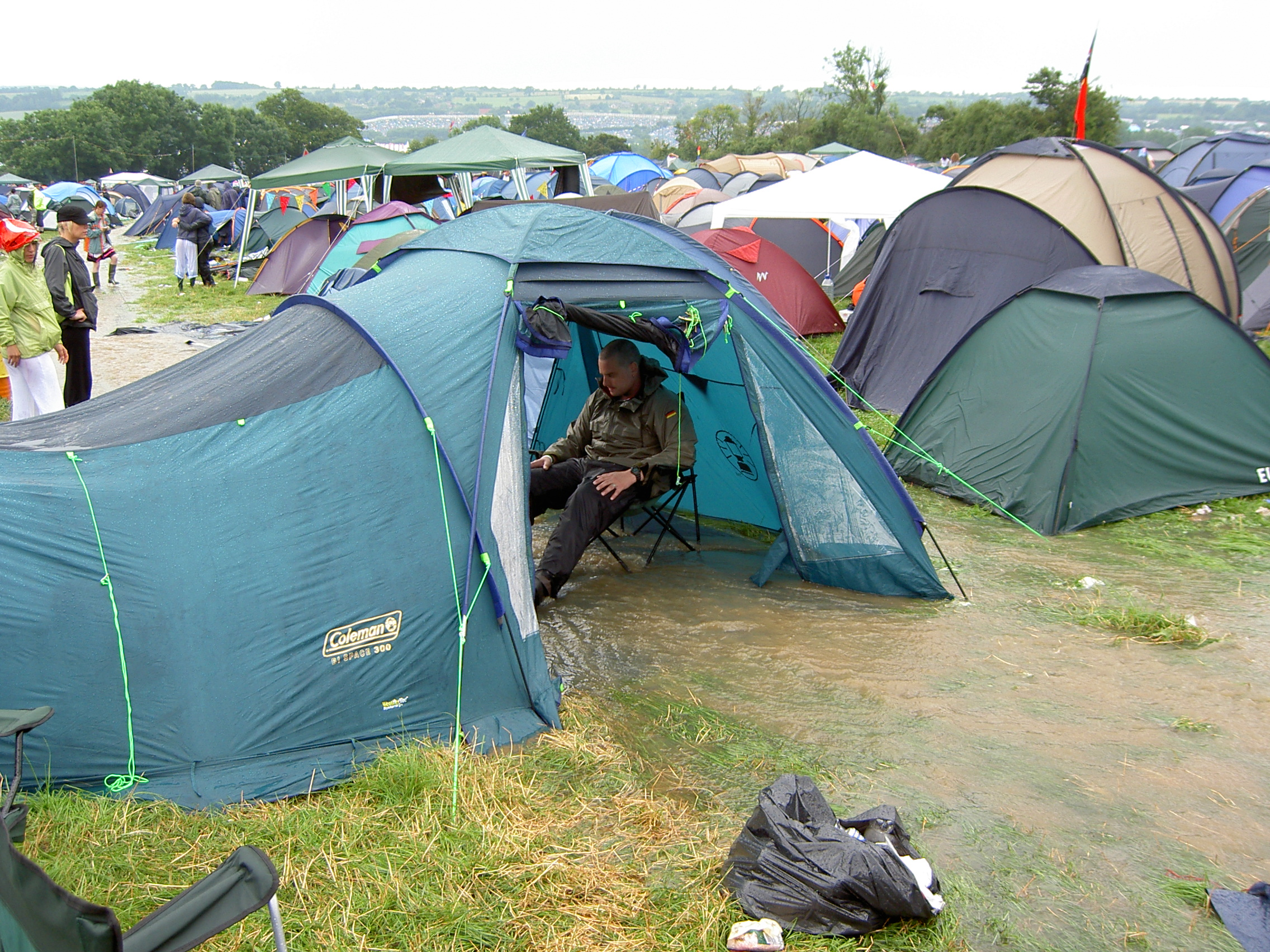
一小时内5厘米的降雨量形成了小溪，2005年

2005年，112500张票在3小时20分钟内即迅速销售一空，使数千名没买到票的人十分沮丧。星期天原定的头条表演是凯莉·米洛，但她在五月因接受乳腺癌治疗而被迫退出。地下室混音小子在6月6日宣布可以来替换其位置。随后在音乐会上，酷玩乐队和地下室混音小子合作演出了凯莉的“Can't Get You Out Of My Head”。2005年见证了舞曲的吸引力的增强，在“舞蹈村”内不再是孤零零的几个帐篷，帐篷数量大幅增长。在这个新领域内，包括了东西帐篷， the Dance Lounge，Roots Stage，和Pussy Parlure，包括原来在“Glade区”内的G舞台也搬迁至此。由艾米丽·伊维斯创新的新音乐种类“沉默迪斯科”通过了当地的节日许可，在不打扰当地人的情况下，允许派对进行到早晨。因为DJ约翰·皮尔在04年秋季去世，“新帐篷”区更名为“约翰·皮尔帐篷”，用以纪念他对格拉斯顿伯里新乐队的支持和厚爱。
05年节日的开幕日由于大雨和雷电被拖延，包括“声学帐篷”等被闪电击中，山谷也被洪水所冲击，以至于部分地区的积水达到了1米22。严重的天气使得许多场地受到影响并严重扰乱了现场服务，最严重的是“潘纳德山基地”。然而，门迪普区（Mendip District）议会对于节日的审查则称之为的“有史以来最安全的一个”，对节日应对洪水给予了一个光辉的报告。该年也是Levellers为“爵士世界”创立了有史以来最多台前观众的记录，于是他们拥有了节日的两项记录。
2006年没有节日，而在这一年的4月14日，朱利安·天普的节日纪录片在英国发行。

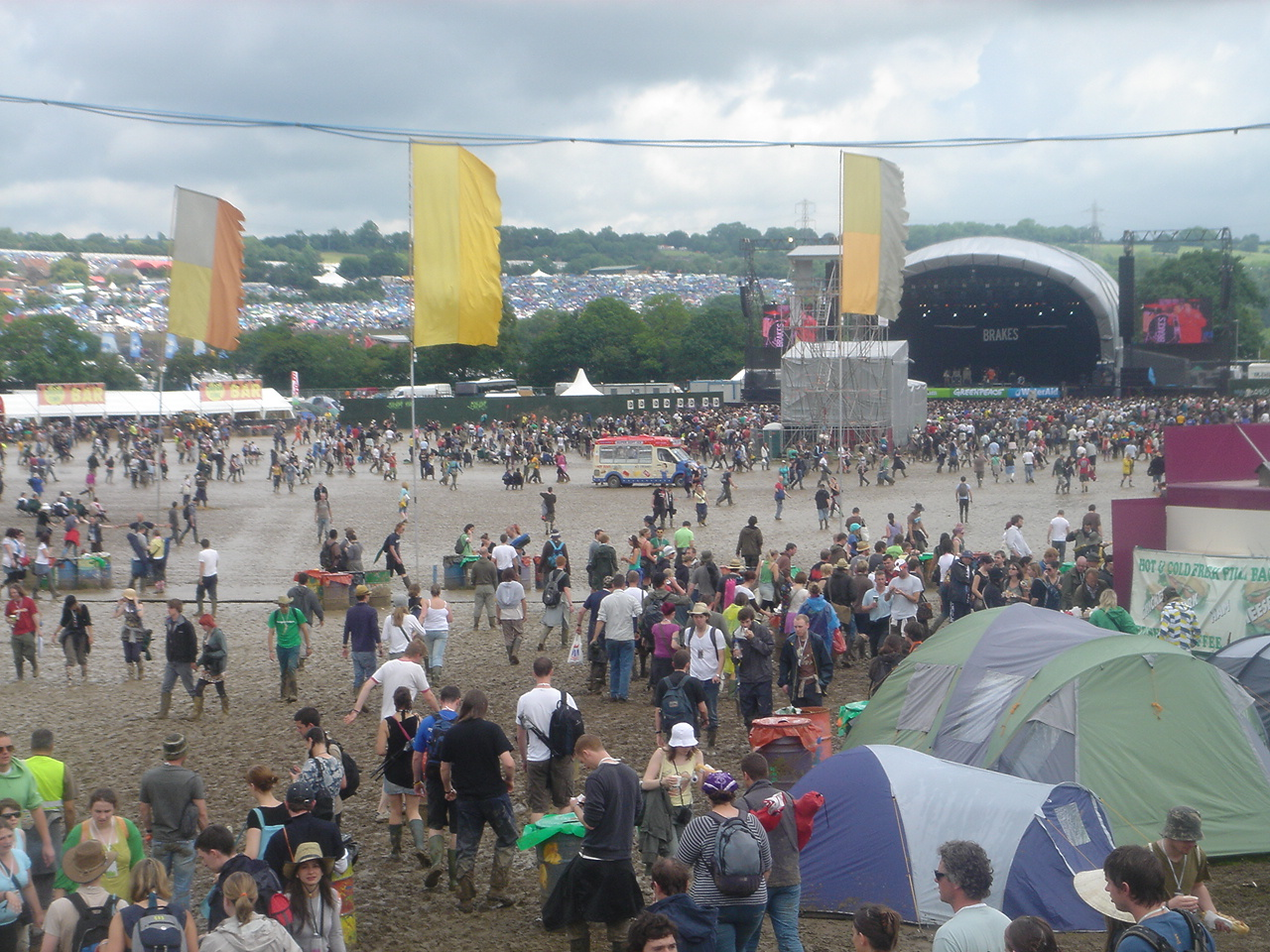
在“其他舞台”上的泥沼，2007年

2007年音乐节在周五、周六、周日的主要音乐人分别为北极猴乐队、杀手乐队和谁人。流行女歌手Shirley Bassey也前来助阵。当年由艾米丽·伊维斯设计的“公园”（the park）区首次对游人开放，主舞台配有多套设备，Pete Doherty和Gruff Rhys均在此演出。BBC也在此区内建立了“介绍”（Introducing）舞台。自安全防护围栏建立以来，此次音乐节接待了最多数量的游人，并且保持了迄今为止最多的持票合法入场人数，门票每张145英磅，销售量由原定的27,500增加至137,500，且在1小时45分钟内售罄。为防止倒票行为发生，购票者需进行提前登记并提供护照相片，以便安全部门将信息印刷在门票上。为了减少驾车游人的数量，一部分门票与旅行大巴强行绑定，持有这些门票的游人只有在乘车时门票才会被发行。这一类门票发行的日期略晚。

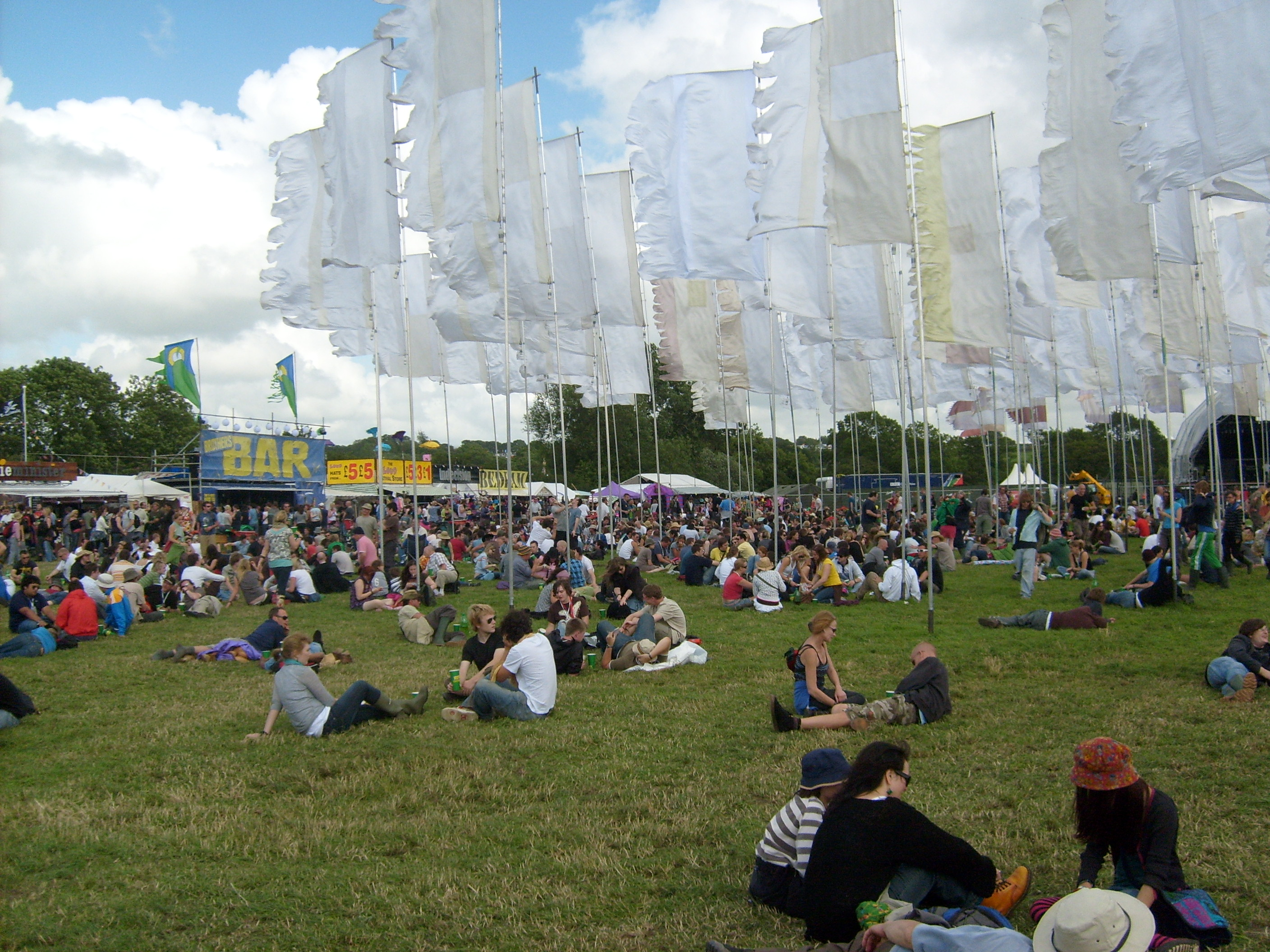
周三下午，爵士世界区开放

连绵不断的阴雨几乎贯穿了整个2007年音乐节时期，导致了场地泥泞。所幸由于新型价值750,000英镑的防水护栏，洪水并未像05年一样再次袭来。但是，持续的降雨使得场地的整体状况还不如两年之前，甚至几乎接近98年的糟糕状况了。如果想要找到一个没有污泥的地方坐下，是相当困难的。尤其在主要的地方，如像金字塔舞台右前方的主干道上，已经变成一片沼泽了。场地外围的许多临时道路也变得泥泞不堪，耽误了许多游人的离场时间。

### 2010年代

#### 2012
2012年音乐节暂停作为“休耕年”，一定程度上是由于2012年伦敦奥运会届时召开，可能会导致临时厕所需求量远超过可容纳量
。

###### 2020
2020年，考慮到COVID-19疫情，這個音樂節被停辦。

## 关联項目
- 西南偏南
- 科切拉音乐节
- Lollapalooza
- Rock am Ring

## 外部連結
- 格拉斯顿伯里节官方网站 （页面存档备份，存于）（英文）